# Elecciones municipales de 2019 en Estremera
Las elecciones municipales de 2019 se celebraron en Estremera el domingo 26 de mayo, de acuerdo con el Real Decreto de convocatoria de elecciones locales en España dispuesto el 1 de abril de 2019 y publicado en el Boletín Oficial del Estado el día 2 de abril. Se eligieron los 9 concejales del pleno del Ayuntamiento de Estremera, a través de un sistema proporcional (método d'Hondt), con listas cerradas y un umbral electoral del 5 %.

## Candidaturas
En abril de 2019 se publicaron 2 candidaturas, el PSOE con Carmen María Sánchez Lozano en cabeza y el PP con José Carlos Villalvilla López a la cabeza.

## Resultados
Tras las elecciones, el PSOE se alzó vencedor de las elecciones con mayoría absoluta al conseguir 6 escaños, 2 más que en la anterior legislatura, el PP se consagró como el perdedor de las elecciones al obtener 3 escaños, 2 menos que en la anterior legislatura.
| Candidatura     | Candidatura                              | Votos | %                                      | Escaños                                |
| --------------- | ---------------------------------------- | ----- | -------------------------------------- | -------------------------------------- |
|                 | Partido Socialista Obrero Español (PSOE) | 455   | 62,5                                   | 6                                      |
|                 | Partido Popular (PP)                     | 265   | 36,4                                   | 3                                      |
| Votos en blanco | Votos en blanco                          | 8     | 1,1                                    | n/a                                    |
| Votos válidos   | Votos válidos                            | 720   | 100,00                                 | 9                                      |
| Votos nulos     | Votos nulos                              | 14    | Participación: · \| \| 76,34 % \| 2.5% | Participación: · \| \| 76,34 % \| 2.5% |
| Votantes        | Votantes                                 | 742   | Participación: · \| \| 76,34 % \| 2.5% | Participación: · \| \| 76,34 % \| 2.5% |
| Electores       | Electores                                | 972   | Participación: · \| \| 76,34 % \| 2.5% | Participación: · \| \| 76,34 % \| 2.5% |
|                 | 76,34 %                                  |       |                                        |                                        |

## Concejales electos
| N.º | Nombre                          | Lista | Lista |
| --- | ------------------------------- | ----- | ----- |
| 1   | Carmen María Sánchez Lozano     |       | PSOE  |
| 2   | José Carlos Villalvilla López   |       | PP    |
| 3   | Andrés Sacedo Cordón            |       | PSOE  |
| 4   | Antonio Martínez Terciado       |       | PSOE  |
| 5   | Victorino Sánchez Terciado      |       | PP    |
| 6   | María Teresa Ocaña Catalán      |       | PSOE  |
| 7   | María Estela Martínez Moreno    |       | PSOE  |
| 6   | Sonia Margarita Moreno Palencia |       | PP    |
| 7   | Rosa María Sacedo Moral         |       | PSOE  |